# Dichiarazione di Firenze
La Dichiarazione di Firenze è un documento firmato durante il forum per la cultura dell'UNESCO che si è tenuto a Firenze nell'ottobre del 2014.
La dichiarazione, sintetizzata in otto punti, intende promuovere la cultura come stimolo per lo sviluppo sostenibile e l'incentivo alla creatività.